# Верхоланцев, Михаил Николаевич
Михаил Николаевич Верхоланцев (род. 21 ноября 1984) — российский дзюдоист, бронзовый призёр чемпионата России, бронзовый призёр открытого чемпионата Германии, серебряный призёр чемпионата Европы среди полицейских, чемпион и призёр командных чемпионатов Европы, бронзовый призёр этапов Кубков Европы и мира, серебряный призёр этапа Суперкубка мира. Завершил спортивную карьеру.

## Спортивные результаты
- Чемпионат России по дзюдо 2004 года — ;